# Antoni Camps i Fabrés
Antoni Camps i Fabrés (Manresa, 14 de setembre de 1822 - Barcelona, 28 d'octubre de 1882) fou un industrial i poeta de la Renaixença. Fou fill d'Antoni Camps i de Rosa Fabrés. Estudià al Seminari Conciliar de Barcelona. Fou industrial tèxtil i formà part de diverses entitats econòmiques i filantròpiques catalanes, com la Societat d'Amics de la Instrucció, la qual presidí.
El seu retrat apareix a la Galeria de manresans il·lustres. Un carrer i un col·legi han popularitzat modernament, a Manresa, el seu nom. A Barcelona, al barri de Sant Gervasi, també hi ha un carrer dedicat a la seva memòria.